# 恩克赫伊曾
恩克赫伊曾（荷蘭語：Enkhuizen，荷蘭語發音：[ɛŋkˈɦœy̆zə(n)]，本地發音 [ɛŋkˈɦʌy̆zə(n)] ⓘ），又譯為恩克華生、恩克豪生、恩克森，位於尼德蘭北荷蘭省，西弗里斯蘭地區的一個市镇。
它與阿姆斯特丹以及霍伦（Hoorn）一樣，都是曾經是荷屬東印度公司的會所所在地。須德海博物館（Zuiderzeemuseum）位於此地。

## 圖片

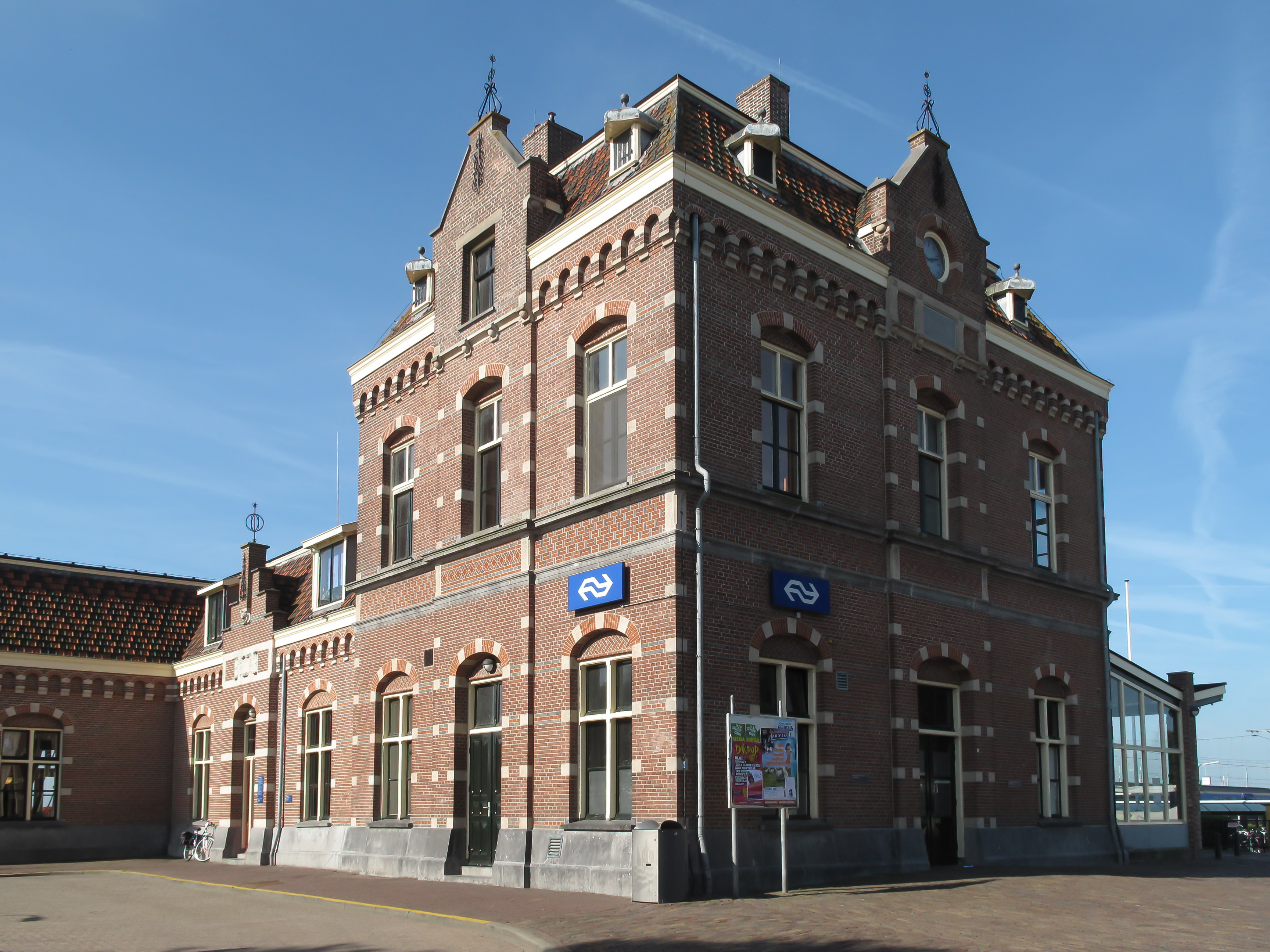
恩克赫伊曾, 火車站
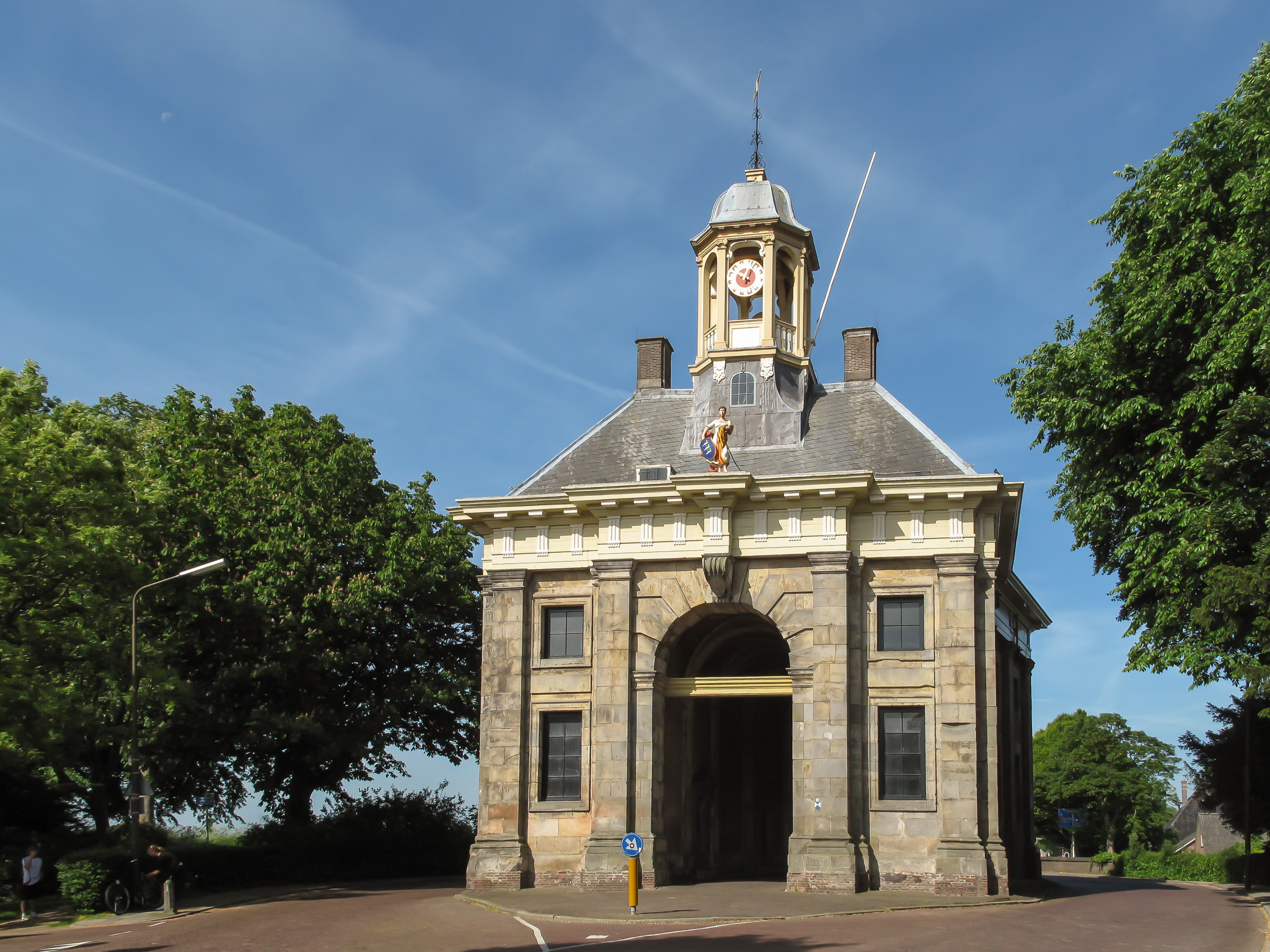
恩克赫伊曾, 閘門: de Koepoort
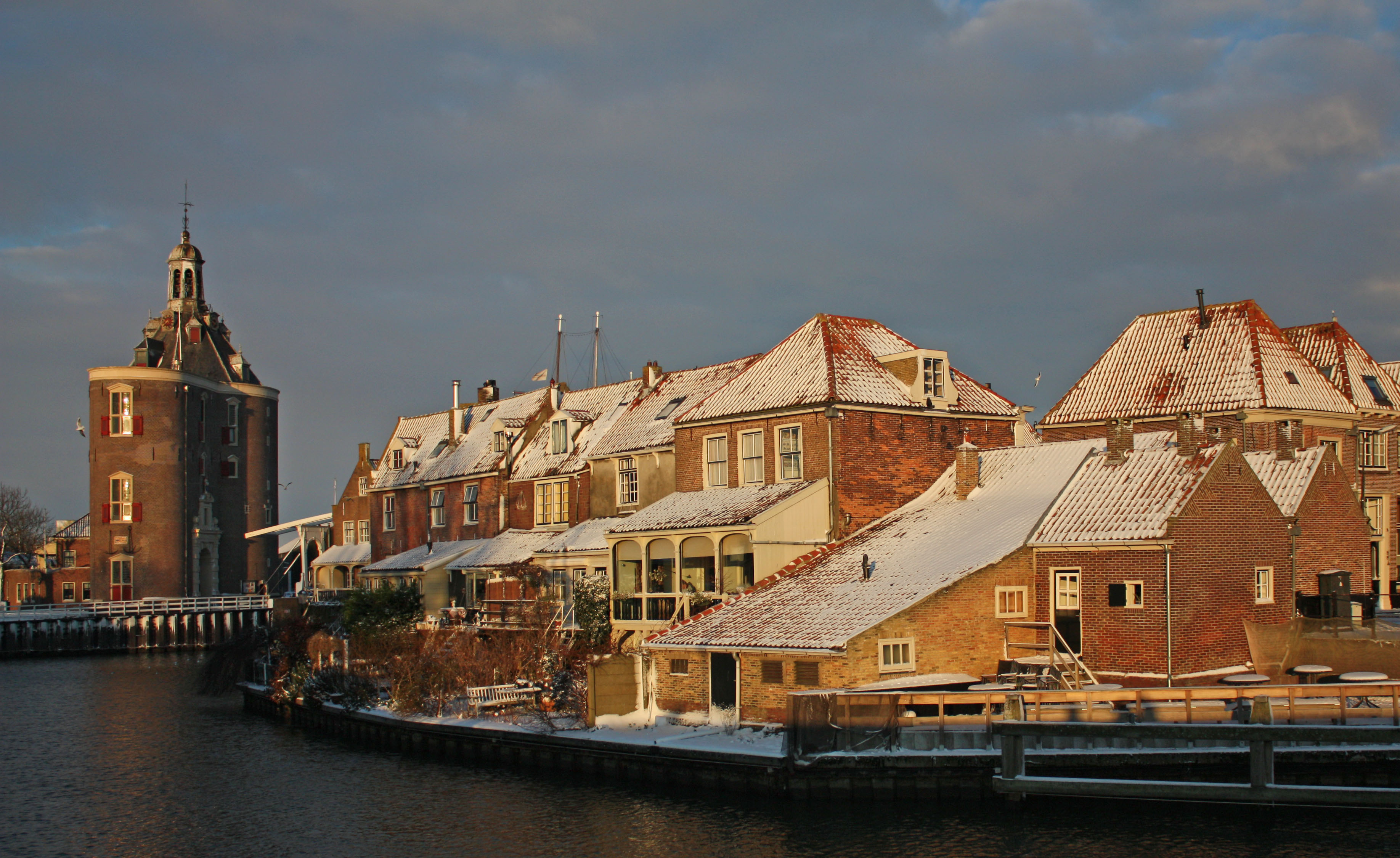
恩克赫伊曾冬景